# Еліазар Жене
Еліаза́р Жене́ (Карпантра́; фр. Elzéar Genet, Carpentras, італ. Eliziari Geneti; близько 1470, Карпантра́ — 14 червня 1548, Авіньйон) — французький композитор, представник нідерландської школи.
Був широко відомий за життя; особливо відомим було його твір «Плач Єремії» (на старозавітний текст), що залишався в репертуарі хору папської капели протягом XVI століття. Крім того, він, ймовірно, був найвідомішим музикантом Авіньйона з часів Ars subtilior в кінці XIV століття.

## Біографія
Музичну кар'єру почав при Авіньйонському єпископі Джуліано делла Ровере. Коли делла Ровере став римським папою Юлієм II, Жене продовжував служити йому вже в Римі. Потім працював у Франції при дворі Людовика XII, пишучи велику кількість світської музики. Повернувшись до Риму в 1513 році, присягнувся цього більше не робити. Очолив папську капелу в 1514 році. Після смерті папи Льва X, при Адріані VI в 1521 році повернувся в Авіньйон. Залишався там до 1523 року, коли на папський престол зійшов Климент VII. На запрошення нового папи Жене знову прибув до Риму. Тут він виявив, що його музику все ще виконують, але в спотвореному вигляді. Тоді він старанно переписав деякі свої твори («Плач Єремії» та інші) і передав «істинну» і «виправлену» версію в дар у папську колекцію. У Римі Жене залишався два роки, після чого в останній раз відбув до Авіньйона, де і провів решту життя, присвятивши себе виданню повного зібрання своїх духовних музичних творів (це була перша в історії документально засвідчене видання такого роду).